# 28. oktober
28. oktober je 301. dan leta (302. v prestopnih letih) v gregorijanskem koledarju. Ostaja še 64 dni do konca leta.

## Dogodki
- 312 – cesar Konstantin I. v bitki pri Milvijskem mostu premaga Maksencija
- 1492 – Krištof Kolumb pristane na Kubi na svoji prvi poti v Ameriko
- 1871 – Henry Morton Stanley najde pogrešanega raziskovalca Davida Livingstona
- 1886 – uradno odkrit Kip svobode v New Yorku
- 1900 –

- odprta »gluhonemnica« v Ljubljani
- zaključek drugih olimpijskih iger

- 1914 – Nemška križarka Emden pod krinko britanske ladje zapluje v zaliv Penang, kjer potopi rusko lahko križarko Cemčug.
- 1917 – Prva svetovna vojna: Sočo prestopijo še zadnje umikajoče se italijanske enote, s čimer se končajo boji na slovenskem ozemlju
- 1918 –

- razglašena republika Češkoslovaška
- upor nemških mornarjev v pristaniščih

- 1919 – v ZDA uvedena prohibicija
- 1922 – Benito Mussolini s svojimi  fašisti izvede pohod na Rim in tako prevzame oblast v Italiji
- 1940 –

- iz zasedene Albanije Italija napade Grčijo
- srečanje Adolf Hitler - Benito Mussolini

- 1944 –

- v Franciji razpustijo vse oborožene sile, ki ne pripadajo vojski ali policiji
- Bolgarija in Sovjetska zveza v Moskvi podpišeta premirje

- 1958 – Angelo Giuseppe Roncalli postane papež Janez XXIII.
- 1962 – kubanska raketna kriza - Nikita Hruščov objavi ukaz o odstranitvi sovjetskih raket s Kube
- 1972 – v Toulousu prvič poleti prototip Airbusa
- 2007 – Cristina Fernandez de Kirchner postane prva ženska predsednica v Argentini

## Rojstva
- 1017 – Henrik III., cesar Svetega rimskega cesarstva († 1056)
- 1138 – Kazimir II. Pravični, poljski knez († 1194)
- 1200 – Ludvik IV., nemški plemič, turinški mejni grof († 1227)
- 1510 – Francisco Borgia, španski jezuit in svetnik († 1572)
- 1550 – Stanislav Kostka, poljski jezuit in svetnik († 1568)
- 1585 – Cornelius Jansen, belgijski (flamski) katoliški škof in teolog († 1638)
- 1684 – Franc Anton Steinberg, slovenski politehnik, zemljemerec († 1765)
- 1793 – Eliphalet Remington, ameriški izdelovalec orožja, izumitelj († 1861)
- 1818 – Ivan Sergejevič Turgenjev, ruski pisatelj († 1883)
- 1836 – Homer Dodge Martin, ameriški slikar († 1897)
- 1846 – Georges Auguste Escoffier, francoski kuhar († 1935)
- 1855 – Francis James Gillen, avstralski antropolog († 1912)
- 1857 – Karel Pollak, slovenski poslovnež in industrialec † 1937)
- 1860 – Hugo Preuss, nemški politik, pravnik († 1925)
- 1874 –

- Minka Govekar, slovenska pisateljica in prevajalka († 1950)
- Fran Ksaver Meško, slovenski duhovnik in pisatelj († 1964)

- 1894 – Ferdo Kozak, slovenski pisatelj († 1957)
- 1903 – Evelyn Waugh, angleški častnik, diplomat in pisatelj († 1966)
- 1909 – Francis Bacon, britanski slikar († 1992)
- 1914 – Jonas Salk, ameriški mikrobiolog († 1995)
- 1927 – Cleo Laine, angleška jazzovska pevka
- 1930 – Bernie Ecclestone, angleški predsednik "Formula One Management"
- 1933 – Garrincha, brazilski nogometaš († 1983)
- 1937 – Lenny Wilkens, ameriški košarkar in trener
- 1938 – Anne Perry, angleška novelistka
- 1939 – Miroslav Cerar, slovenski telovadec in olimpionik
- 1945 – Elton Dean, angleški jazz glasbenik (Soft Machine) († 2006)
- 1948 – Cvetka Tóth, slovenska filozofinja
- 1955 – Bill Gates, ameriški programer, poslovnež
- 1956 – Mahmoud Ahmadinejad, predsednik Irana
- 1957 – Stephen Morris, britanski glasbenik (Joy Division in New Order)
- 1963 – Eros Ramazzotti, italijanski pevec
- 1967 –

- Julia Roberts, ameriška filmska igralka
- John Romero, ameriški programer video iger

- 1980 – Alan Smith, angleški nogometaš
- 1981 – Milan Baroš, češki nogometaš
- 1984 –

- Jefferson Farfán, perujski nogometaš
- Obafemi Martins, nigerijski nogometaš

## Smrti
- 312 – Maksencij, cesar Rimskega cesarstva (* ok. 283)
- 1138 – Boleslav III. Krivousti, poljski vojvoda (* 1086)
- 1255 – Džien, japonski budistični menih, zgodovinar, pesnik (* 1155)
- 1311 – Alboino I. della Scala, vladar Verone (* 1284)
- 1312 – Elizabeta Koroška, nemška kraljica (* 1262)
- 1329 – Matilda Artoiška, grofica Artoisa (* 1268)
- 1412 – Margareta I., danska kraljica in regentka, švedska, norveška kraljica (* 1353)
- 1703 – John Wallis, angleški matematik (* 1616)
- 1704 – John Locke, angleški filozof (* 1632)
- 1740 – Ana Ivanovna, ruska carica (* 1693)
- 1754 – Friedrich von Hagedorn, nemški pesnik (* 1708)
- 1787 – Johann Karl August Musäus, nemški pisatelj (* 1735)
- 1794 – John Smeaton, angleški gradbenik (* 1724)
- 1880 – Franc Hül, katoliški duhovnik, zgodovinopisec in dekan Slovenske okrogline (* 1800)
- 1916 – Cleveland Abbe, ameriški meteorolog, astronom (* 1838)
- 1919 – Oswald Boelcke, nemški letalski as (* 1891)
- 1929 – Bernhard von Bülow, nemški kancler (* 1849)
- 1957 – Ernst Gräfenberg, nemški fizik (* 1881)
- 1959 – Camilo Cienfuegos, kubanski revolucionar (* 1932)
- 1975

- Georges Carpentier, francoski boksar (* 1894)
- Oliver Nelson, ameriški jazz glasbenik (* 1932)

- 2005 – Richard Smalley, ameriški kemik, nobelovec (* 1943)
- 2023 – Matthew Perry, ameriško-kanadski igralec (* 1969)

## Prazniki in obredi
- Češkoslovaška – dan neodvisnosti